# Vivipari

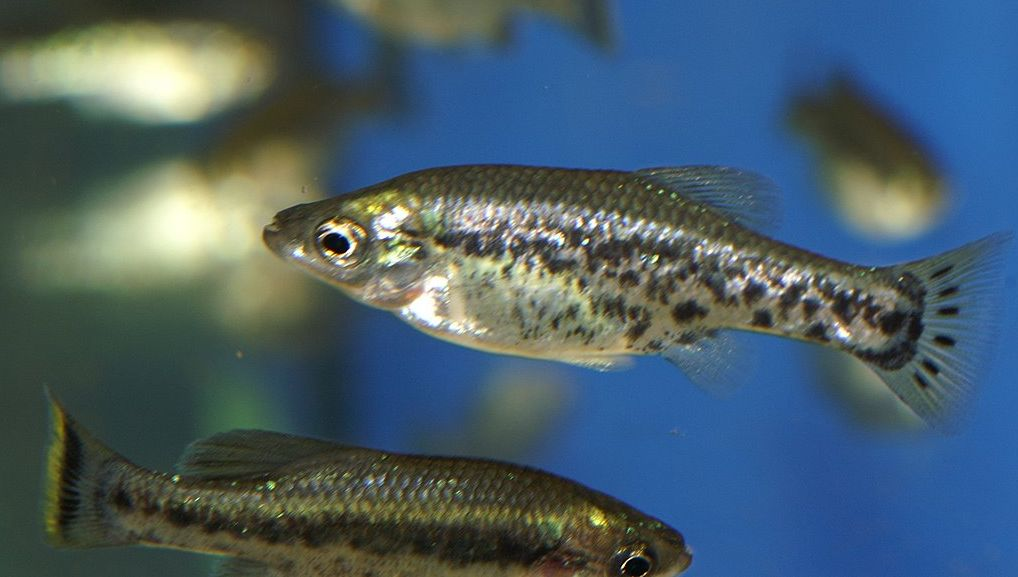
Ameca splendens är en vivipar goodeid. Bilden visar överst en hona, därunder en hane.

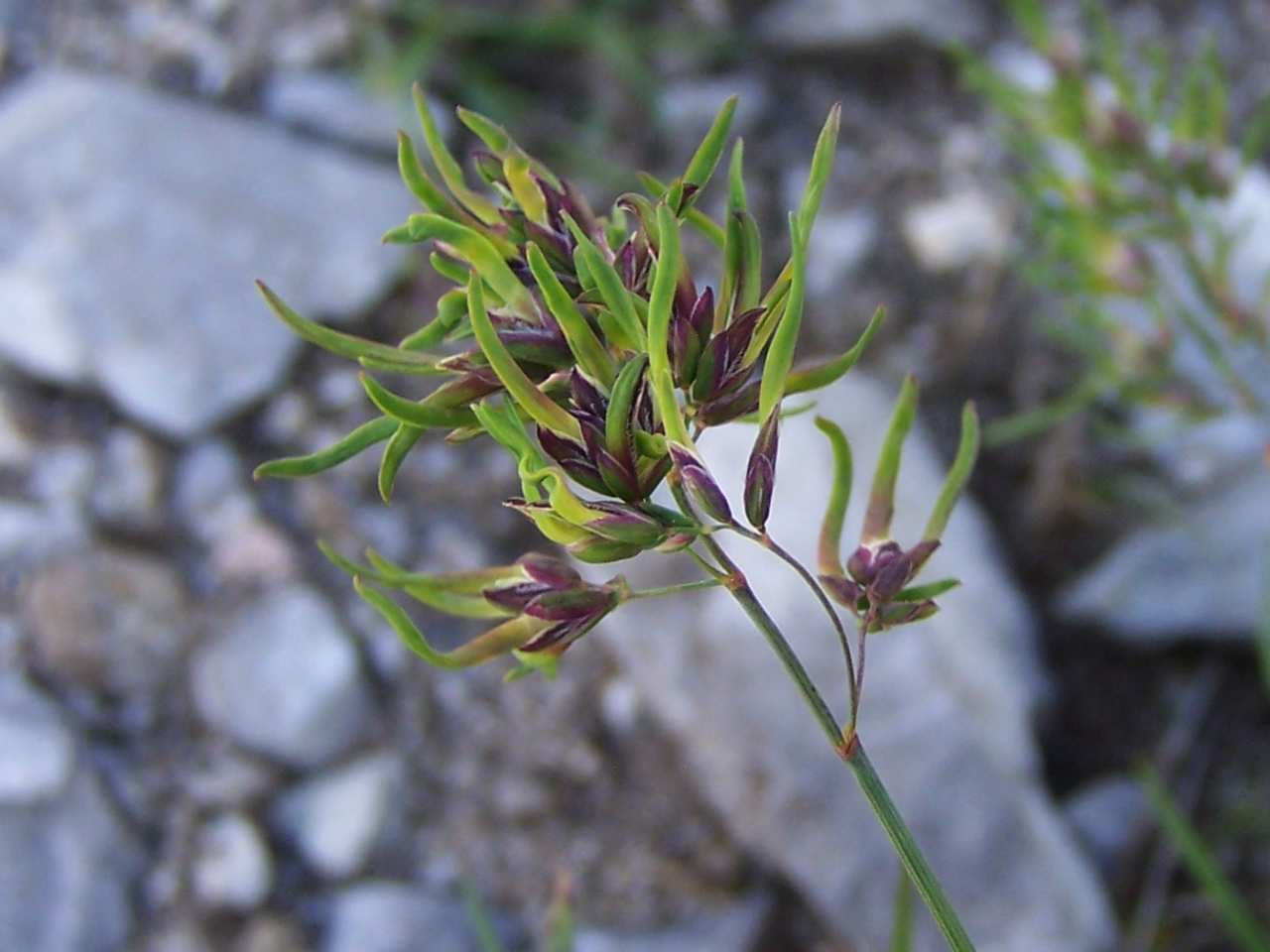
Fjällgröe (Poa alpina ssp vivipara) är en vivipar växt, med frön som gror redan på moderplantan.

Vivipari (av latinets vivus, 'levande', och pario, 'föda', 'genomgå förlossning') är sexuell förökning där embryot utvecklas inne i moderns kropp. Ungarna föds därefter fram nästintill fullt utvecklade. Tillståndet förekommer hos däggdjur – med undantag för kloakdjur – samt hos vissa broskfiskar och alla tandkarpar i familjen Goodeidae.
En variant av vivipari är ovovivipari. Fortplantning där embryot utvecklas utanför moderns kropp inuti ägg kallas istället ovipari.

## Hos växter
En vivipar växt bildar groddknoppar (bulbiller) i blomställningen, och dessa groddknoppar kan ofta gro innan de fallit av.
Ett exempel på detta är mangroveträd, två andra de båda gräsarterna groddsvingel och fjällgröe. Vivipara växter, till exempel tigerliljan, kan också producera bulbiller eller nya plantor i stället för frön.